# Titidius brasiliensis
Titidius brasiliensis är en spindelart som beskrevs av Cândido Firmino de Mello-Leitão 1915. 
Titidius brasiliensis ingår i släktet Titidius och familjen krabbspindlar. Inga underarter finns listade i Catalogue of Life.